# Michel Vaillancourt
Michel Vaillancourt (Saint-Félix-de-Valois, 26 de julio de 1954) es un jinete canadiense que compitió en la modalidad de salto ecuestre.
Participó en los Juegos Olímpicos de Montreal 1976, obteniendo una medalla de plata en la prueba individual y el quinto lugar por equipos. Ganó dos medallas en los Juegos Panamericanos, bronce en 1975 y plata en 1979.

## Palmarés internacional
| Juegos Olímpicos     | Juegos Olímpicos          | Juegos Olímpicos  | Juegos Olímpicos |
| Año                  | Lugar                     | Medalla           | Categoría        |
| -------------------- | ------------------------- | ----------------- | ---------------- |
| 1976                 | Montreal (Canadá)         | Medalla de plata  | Individual       |
| Juegos Panamericanos |                           |                   |                  |
| Año                  | Lugar                     | Medalla           | Categoría        |
| 1975                 | Ciudad de México (México) | Medalla de bronce | Por equipos      |
| 1979                 | San Juan (Puerto Rico)    | Medalla de plata  | Por equipos      |